# Arepa d'ou
L'arepa d'ou (anomenada col·loquialment arepa'e huevo) és una arepa típica de la Costa Atlàntica colombiana, la qual es compon de arepa de blat de moro i ou a l'interior. La seva preparació consisteix a fregir la massa anticipadament, després s'aboca un ou cru i es torna a fregir. Algunes preparacions, a més de l'ou, porten també carn desmechada o carn molta.